# Бионична архитектура
Бионична архитектура, още Биотек или Архитектурно-строителна бионика, е наименование на съвременна нео-органична архитектура, чиято конструктивна изразителност се достига чрез заимстване на природни форми. Понякога се противопоставя на архитектурния стил хай-тех.
Този архитектурен стил е в процес на активно създаване. Липсва необходимата градостроителна практика и преобладава теоретичната и изследователската компонента. Основното противоречие, което трябва да преодолява архитектурната бионика е, че консервативната правоъгълна планировка и конструктивна схема противоречат на биоморфните криволинейни форми и решаването на това противоречие е основна задача на тази архитектура.

## Архитекти, практикуващи бионична архитектура
- Фрай Ото
- Николас Гримшоу
- Сантяго Калатрава
- Даниел Либескинд
- Майкъл Соркин
- Норман Фостър

- Национален космически център на Великобритания (арх. Николас Гримшоу).
- Град на изкуствата и науките, Валенсия (арх. Сантяго Калатрава)
- Художествен музей Милуоки (арх. Сантяго Калатрава)
- Национален стадион, Пекин (архитектурно бюро Херцог и де Мерон)